# Cantonul Maringues
Cantonul Maringues este un canton din arondismentul Thiers, departamentul Puy-de-Dôme, regiunea Auvergne, Franța.

## Comune
- Joze
- Limons
- Luzillat
- Maringues (reședință)